# Daniel Oss
Daniel Oss (Trente, 13 januari 1987) is een Italiaans voormalig wielrenner.

## Biografie
Als jeugdrenner combineerde hij zowel het wegwielrennen als baanwielrennen. In die laatste discipline was hij een van de smaakmakers van zijn land, zo werd hij in 2004 nationaal kampioen individuele achtervolging. Vanaf zijn periode bij de beloften richtte hij zich consequent op de weg.
Vanaf 2009 werd hij met één jaar dispensatie prof bij het Italiaanse ProTour team Liquigas. In 2010 won hij zijn eerste maal bij de profs. Dit in augustus, tijdens de Ronde van Venetië, een Italiaanse eendagswedstrijd. Oss zat in de juiste vlucht, en over het glooiende parcours sprong hij in de laatste kilometer samen met ploegmaat Peter Sagan weg, hij kreeg van deze laatste de zege cadeau. Eerder dat jaar had hij tijdens de achttiende etappe van de Ronde van Frankrijk de prijs van de strijdlust gewonnen. Dit omdat hij samen met drie anderen in de ontsnapping van de dag zat, op veertien kilometer van de streep trok Oss alleen door. Hij werd pas op drie kilometer van de streep terug ingerekend, Mark Cavendish won uiteindelijk de etappe. In de Ronde van Frankrijk 2011 reed Oss zichzelf in de kijker door zich een aantal keer in de massasprints te mengen, waarmee hij een aantal top-10 klasseringen behaalde.

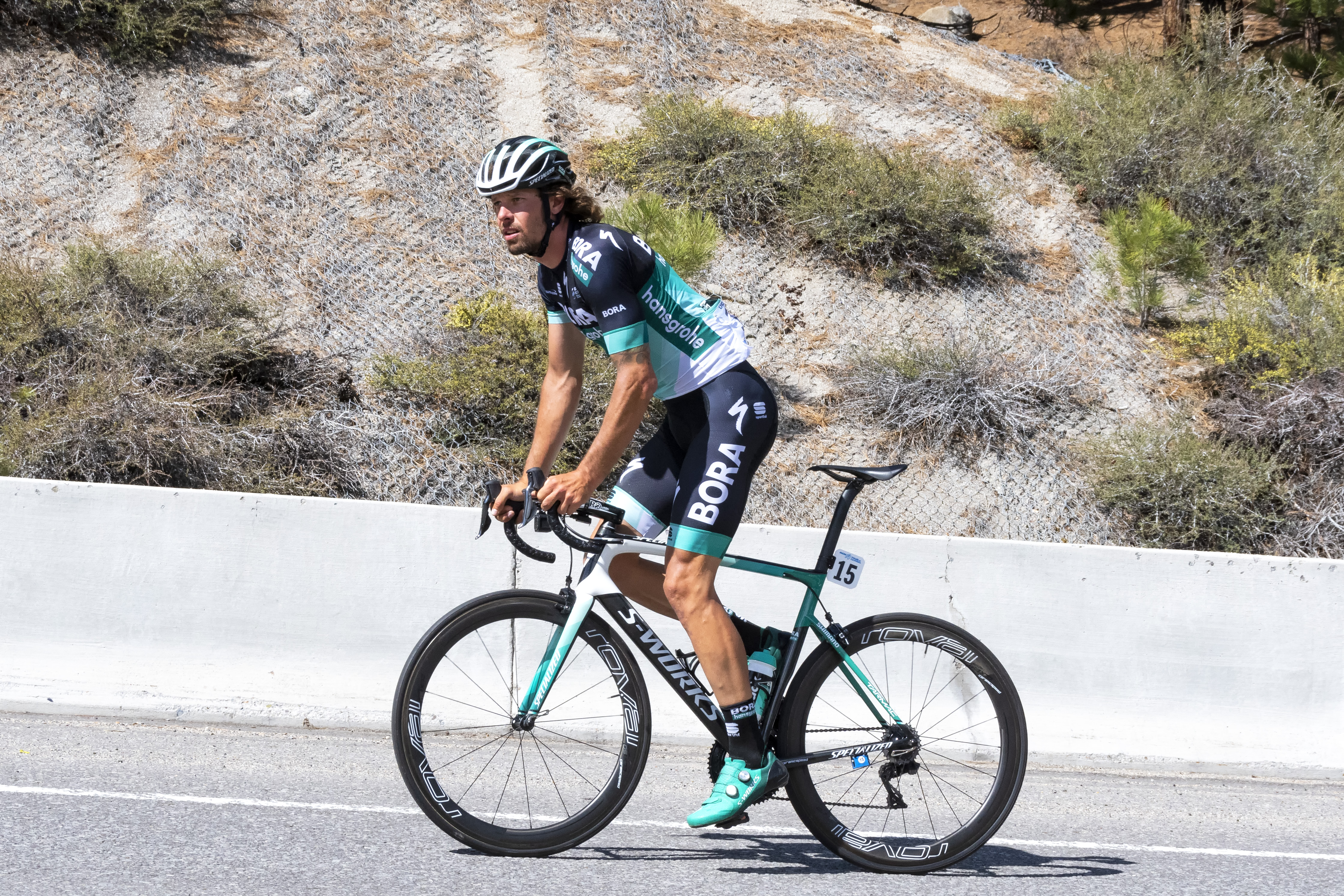
Oss (2018)

De laatste jaren legt Oss zich vooral toe op de Vlaamse voorjaarsklassiekers met als uitschieter een derde plaats in de E3 Harelbeke. In 2018 maakte hij de overstap naar BORA-hansgrohe. Voor de Duitse ploeg wist hij geen professionele overwinningen te behalen. Wel startte hij in 2019 in alle vijf de Monumenten, zijn beste resultaat was een dertiende plaats in Milaan-San Remo. In 2021 liep zijn contract af en maakte hij de overstap naar het Franse TotalEnergies. Namens de Franse ploeg nam Oss in 2023 afscheid van het professionele wielerpeloton.

## Overwinningen
2010
Ronde van Venetië
2011
6e etappe Ronde van Colorado
2014
1e etappe Ronde van Trentino (ploegentijdrit)
 UCI Ploegentijdrit in Ponferrada
2015
Bergklassement Ronde van Californië
3e etappe Critérium du Dauphiné (ploegentijdrit)
9e etappe Ronde van Frankrijk (ploegentijdrit)
 UCI Ploegentijdrit in Richmond
2016
1e etappe Tirreno-Adriatico (ploegentijdrit)
5e etappe Eneco Tour (ploegentijdrit)
2017
1e etappe Tirreno-Adriatico (ploegentijdrit)
1e etappe Ronde van Spanje (ploegentijdrit)
Bergklassement Ronde van Guangxi

## Resultaten in voornaamste wedstrijden
| Jaar | Ronde van Italië | Ronde van Frankrijk | Ronde van Spanje |
| ---- | ---------------- | ------------------- | ---------------- |
| 2009 |                  |                     |                  |
| 2010 |                  | 123e                |                  |
| 2011 |                  | 100e                |                  |
| 2012 |                  | 105e                |                  |
| 2013 | 140e             |                     |                  |
| 2014 | 103e             | 69e                 |                  |
| 2015 |                  | 97e                 |                  |
| 2016 | 110e             |                     |                  |
| 2017 |                  |                     | opgave           |
| 2018 |                  | 112e                |                  |
| 2019 |                  | 89e                 |                  |
| 2020 |                  | 105e                |                  |
| 2021 | 112e             | 115e                |                  |
| 2022 |                  | opgave              |                  |
| 2023 |                  | 88e                 |                  |

| Jaar | Milaan-San Remo | Gent-Wevelgem | Ronde van Vlaanderen | Parijs-Roubaix | Amstel Gold Race | E3 Harelbeke |  | WK op de weg |  | Wereldranglijsten |
| ---- | --------------- | ------------- | -------------------- | -------------- | ---------------- | ------------ |  | ------------ |  | ----------------- |
| 2009 |                 | 75e           | 100e                 | 92e            | opgave           | opgave       |  |              |  |                   |
| 2010 | 23e             | 5e            | 28e                  | 60e            |                  |              |  | opgave       |  | 108e (UWK)        |
| 2011 |                 | 18e           | 122e                 | 77e            |                  |              |  | 82e          |  | 161e (UWT)        |
| 2012 | 9e              | 16e           | 60e                  | 60e            |                  | 31e          |  |              |  | 152e (UWT)        |
| 2013 | opgave          | 52e           | 12e                  | opgave         | opgave           | ↑            |  |              |  | 78e (UWT)         |
| 2014 |                 |               |                      |                |                  | opgave       |  |              |  |                   |
| 2015 | 50e             | 8e            | 11e                  | 67e            |                  | 10e          |  | opgave       |  | 133e (UWT)        |
| 2016 | 96e             | 24e           | 16e                  | opgave         |                  | 10e          |  | opgave       |  | 200e (UWT)        |
| 2017 | 77e             | 39e           | 61e                  | 21e            | opgave           | 20e          |  |              |  | 216e (UWT)        |
| 2018 | 32e             | 44e           | 26e                  | 40e            |                  | opgave       |  |              |  | 176e (UWT)        |
| 2019 | 13e             | opgave        | 49e                  | opgave         | opgave           | 37e          |  |              |  |                   |
| 2020 | 71e             | opgave        | 61e                  |                |                  |              |  |              |  |                   |
| 2021 | 33e             |               | 88e                  | opgave         |                  |              |  |              |  |                   |
| 2022 | 42e             | opgave        | opgave               | 72e            |                  | 39e          |  |              |  |                   |
| 2023 | 35e             | opgave        |                      | opgave         |                  | opgave       |  | opgave       |  |                   |

## Ploegen
- 2009 –  Liquigas
- 2010 –  Liquigas-Doimo
- 2011 –  Liquigas-Cannondale
- 2012 –  Liquigas-Cannondale
- 2013 –  BMC Racing Team
- 2014 –  BMC Racing Team
- 2015 –  BMC Racing Team
- 2016 –  BMC Racing Team
- 2017 –  BMC Racing Team
- 2018 –  BORA-hansgrohe
- 2019 –  BORA-hansgrohe
- 2020 –  BORA-hansgrohe
- 2021 –  BORA-hansgrohe
- 2022 –  Team TotalEnergies
- 2023 –  TotalEnergies

Agnoli ·
Basso · 
Bennati ·
Bodnar ·
Carlström · 
Chicchi ·
Corioni ·
Da Ros (tot 31/03) ·
Fischer ·
Franzoi ·
Guarnieri ·
Kreuziger ·  
Koetsjynski · 
Miholjević ·
Nibali ·  
Noè (tot 30/04) ·
Oss ·
Pellizotti ·
Quinziato ·
Sabatini ·
Santaromita ·
Štangelj ·
Szmyd ·
Vandborg ·
Vanotti ·
Willems ·
Zaugg ·
Benedetti (stagiair) · 
Paterski (stagiair)
Agnoli ·
Basso · 
Bellotti ·
Bennati ·
Bodnar ·
Chicchi ·
Cimolai · 
Dall'Antonia ·
Finetto ·
Guarnieri ·
Kišerlovski ·
Koren ·
Kreuziger ·  
Koetsjynski · 
Nibali ·  
Oss ·
Paterski ·
Pellizotti ·
Quinziato ·
Sabatini ·
J. Sagan ·
P. Sagan ·
Santaromita ·
Szmyd ·
Vandborg ·
Vanotti ·
Viviani ·
Willems ·
Zaugg
Agnoli ·
Basso · 
Bellotti ·
Bodnar ·
Capecchi ·
Caruso ·
Cimolai · 
Da Dalto ·
Dall'Antonia ·
Duggan ·
Finetto ·
Guarnieri ·
King ·
Koren ·
Longo Borghini ·  
Marangoni · 
Nerz ·
Nibali ·  
Oss ·
Paterski ·
Ponzi ·
Sabatini ·
J. Sagan ·
P. Sagan ·
Salerno ·
Szmyd ·
Vanotti ·
Viviani ·
Wurf ·
Agostini (stagiair) ·
Moser (stagiair)
Agnoli ·
Agostini ·
Basso · 
Bodnar ·
Canuti ·
Capecchi ·
Caruso ·
Da Dalto ·
Dall'Antonia ·
Duggan ·
King ·
Koren ·
Longo Borghini ·  
Marangoni ·
Moser · 
Nerz ·
Nibali ·  
Oss ·
Paterski ·
Ratto ·
Sabatini ·
J. Sagan ·
P. Sagan ·
Salerno ·
Sarmiento ·
Szmyd ·
Vanotti ·
Viviani ·
Aldegheri (stagiair) ·
Benfatto (stagiair) ·
Krizek (stagiair) 
Ballan · 
Blythe · 
Bookwalter · 
Burghardt · 
Cummings · 
Eijssen · 
Evans · 
Frank · 
Gilbert  · 
Hushovd · 
Kohler · 
Lander · 
Lodewyck · 
Moinard · 
Morabito · 
Nerz · 
Oss · 
Phinney · 
Pinotti · 
Quinziato · 
Santaromita · 
Schär · 
Van Avermaet · 
Van Garderen · 
Warbasse · 
Wyss · 
Dillier (stagiair) · 
Novák (stagiair) · 
Taramarcaz (stagiair) 
Atapuma · Bookwalter · Burghardt · Cummings · Dennis · Dillier · Eijssen · Evans · Gilbert · Hermans · Hushovd · Kohler · Lander · Lodewyck · Moinard · Morabito · Nerz · Oss · Phinney · Quinziato · Sánchez · Schär · Stetina · Van Avermaet · Van Garderen · Velits · Warbasse · Wyss · Zabel · Davison (stagiair) · Teuns (stagiair) · Vliegen (stagiair) 
Atapuma · Bookwalter · Burghardt · Caruso · De Marchi · Dennis · Dillier · Drucker · Evans · Flakemore · Gilbert · Hermans · Küng · Lodewyck · Moinard · Oss · Phinney · Quinziato · Rosskopf · Sánchez · Schär · Senni · Stetina · Teuns · Van Avermaet · Van Garderen · Velits · Vliegen · Wyss · Zabel · Bohli (stagiair) · Frankiny (stagiair) · Gerts (stagiair)
Atapuma · Bohli · Bookwalter · Burghardt · Caruso · De Marchi · Dennis · Dillier · Drucker · Gerts · Gilbert · Hermans · Küng · Moinard · Oss · Phinney · Porte · Quinziato · Rosskopf · Sánchez · Schär · Senni · Teuns · Van Avermaet  · Van Garderen · Velits · Vliegen · Wyss · Zabel · Eisenhart (stagiair) · Lienhard (stagiair)
Bohli · Bookwalter · Caruso · De Marchi · Dennis · Dillier · Drucker · Elmiger · Frankiny · Gerts · Hermans · Küng · Moinard · Oss · Porte · Quinziato · Roche · Rosskopf · Sánchez · Schär · Scotson · Senni · Teuns · Van Avermaet  · van Garderen · Van Hooydonck · Ventoso · Vliegen · Wyss · Müller (stagiair) · Welten (stagiair)
Ackermann · Baška · Benedetti · Bennett · Bodnar · Buchmann · Burghardt · Formolo · Großschartner · Kennaugh · Kolář · König · Konrad · Majka · McCarthy · Mühlberger · Oss · Pelucchi · Pfingsten · Poljański · Pöstlberger · J. Sagan · P. Sagan  · Saramotins · Schillinger · Schwarzmann · Selig
Ackermann · Baška · Benedetti · Bennett · Bodnar · Buchmann · Burghardt · Drucker · Formolo · Gatto · Großschartner · Kennaugh · König · Konrad · Majka · McCarthy · Mühlberger · Oss · Pfingsten · Poljański · Pöstlberger · J. Sagan · P. Sagan · Schachmann · Schillinger · Schwarzmann · Selig
Ackermann · Baška · Benedetti · Bodnar · Buchmann · Burghardt · Drucker · Fabbro · Gamper · Gatto · Großschartner · Kämna · Konrad · Laas · Majka · McCarthy · Mühlberger · Oss · Poljański · Pöstlberger · J. Sagan · P. Sagan · Schachmann · Schelling · Schillinger · Schwarzmann · Selig
Ackermann · Aleotti · Baška · Benedetti · Bodnar · Buchmann · Burghardt · Fabbro · Gamper · Großschartner · Kämna · Kelderman · Konrad · Laas · Meeus · Oss · Palzer (vanaf 1 april) · Politt · Pöstlberger · J. Sagan · P. Sagan · Schachmann · Schelling · Schillinger · Schwarzmann · Selig · Walls · Wandahl · Zwiehoff
Boasson Hagen · Bodnar · Bonifazio · Burgaudeau · Cabot · de la Parte · Doubey · Dujardin · Ferron · Geniez (tot 31/5) · Grellier · Jousseaume · Latour · Lawless · Manzin · Oss · Ourselin · Rodríguez · J. Sagan · P. Sagan · Simon · Soupe · Terpstra · Turgis · Van Gestel · Vuillermoz · Devanne (stagiair) · Vercher (stagiair)
Boasson Hagen · Bodnar · Bonnet · Burgaudeau · Cabot · Cras · de la Parte · Doubey · Dujardin · Ferron · Grellier · Jeannière · Jousseaume · Latour · Manzin · Oss · Ourselin · Sagan · Simon · Soupe · Tesson · Turgis · Van Gestel · Vercher · Vuillermoz · Boniface (stagiair) · Cialone (stagiair) · Grolier (stagiair)